# Ban Phaeo
Ban Phaeo (thai: เทศบาลตำบลบ้านแพ้ว) er en by i provinsen Samut Sakhon i det centrale Thailand. Befolkningen blev i 2014 anslået til at være 3.020.
Byen er hovedstad i distriktet af samme navn.